# Чемпіонат світу з футболу 1974 (група A)
У Групі A на другому груповому етапі чемпіонату світу з футболу 1974 чотири команди визначали між собою одного учасника фіналу світової першості, а також одного учасника гри за третє місце турніру.
Учасниками другого групового турніру ставали команди, які посіли перше і друге місця у кожній із чотирьох груп першого групового етапу. Відповідно до Групи A потрапили переможці першої і третьої груп, збірні НДР і Нідерландів, а також команди Бразилії та Аргентини, що фінішували другими у другій і четвертій групах першого групового етапу.
Матчі у Групі A проходили з 26 червня по 3 липня 1974 року на стадіонах у Дортмунді, Гельзенкірхені та Ганновері за круговою системою, за якої кожна команда проводила по одній грі із кожним із суперників. За їх результатами збірна Нідерландів виграла усі матчі, стала переможцем Групи і, відповідно, учасником фіналу чемпіонату, а діючі на той час чемпіони світу, футболісти Бразилії, посіли друге місце і брали участь лише у грі за третє місце.

## Учасники
Учасниками змагання у Групі A на другому груповому етапі стали переможці Груп 1 і 3, а також команди, що посіли другі місця в групах 2 і 4 першого групового етапу.
| Група | Переможці   |
| ----- | ----------- |
| 1     | НДР         |
| 3     | Нідерланди  |
| Група | Другі місця |
| 2     | Бразилія    |
| 4     | Аргентина   |

## Турнірне становище
| Поз | Команда    | І | В | Н | П | ГЗ | ГП | РГ | О | Кваліфікація                |
| --- | ---------- | - | - | - | - | -- | -- | -- | - | --------------------------- |
| 1   | Нідерланди | 3 | 3 | 0 | 0 | 8  | 0  | +8 | 6 | Вихід до фіналу             |
| 2   | Бразилія   | 3 | 2 | 0 | 1 | 3  | 3  | 0  | 4 | Вихід до гри за третє місце |
| 3   | НДР        | 3 | 0 | 1 | 2 | 1  | 4  | −3 | 1 |                             |
| 4   | Аргентина  | 3 | 0 | 1 | 2 | 2  | 7  | −5 | 1 |                             |

## Матчі

### Нідерланди — Аргентина
Глядачі матчу стали свідками яскравого прикладу «тотального футболу» у виконанні гравців збірної Нідерландів, чиї постійні переміщення по полю забезпечували їм чисельну перевагу не лише при обороні, але нерідко й в атаці. Рахунок було відкрито вже на 11-ій хвилині, на якій Йоган Кройф реалізував вихід віч-на-віч із воротарем аргентинців. А на 25-ій перевагу європейців дальнім влучним ударом подвоїв Руд Крол.
У другому таймі підопічні Рінуса Міхелса продовжували домінувати, і утретє їх ігрову перевагу конвертував у забитий гол Джонні Реп, замкнувши головою навіс від Кройфа. Остаточний рахунок гри встановив сам Кройф, забивши четвертий гол у додані хвилини, поціливши у ворота з гострого кута на добиванні. На той час аргентинці вже грали у меншості через травму Роберто Тельча на 77-ій хвилині, коли обидві дозволені регламентом заміни його команда вже провела.
| 26 червня 1974 19:30 CET |

| Нідерланди                      | 4–0      | Аргентина |
| ------------------------------- | -------- | --------- |
| Кройф 11', 90' Крол 25' Реп 73' | Протокол |           |

| Паркштадіон, Гельзенкірхен Глядачів: 56,548 Арбітр: Боб Девідсон (Шотландія) |

| Нідерланди | Аргентина |

|                  |    |                 |     |     |
|                  |    |                 |     |     |
| ВР               | 8  | Ян Йонгблуд     |     |     |
| ЗХ               | 6  | Вім Янсен       |     |     |
| ЗХ               | 12 | Руд Крол        |     |     |
| ЗХ               | 17 | Вім Рейсберген  |     |     |
| ЗХ               | 20 | Вім Сюрбір      | 58' | 84' |
| ПЗ               | 2  | Арі Ган         |     |     |
| ПЗ               | 3  | Вім ван Ганегем |     |     |
| ПЗ               | 13 | Йоган Нескенс   | 22' |     |
| НП               | 14 | Йоган Кройф (к) |     |     |
| НП               | 15 | Роб Ренсенбрінк |     |     |
| НП               | 16 | Джонні Реп      |     |     |
| Заміни:          |    |                 |     |     |
| ЗХ               | 5  | Рінус Ісраел    |     | 84' |
| Головний тренер: |    |                 |     |     |
| Рінус Міхелс     |    |                 |     |     |

|                  |    |                     |     |     |
|                  |    |                     |     |     |
| ВР               | 1  | Даніель Карневалі   |     |     |
| ЗХ               | 10 | Рамон Ередія        |     |     |
| ЗХ               | 14 | Роберто Перфумо (к) | 35' |     |
| ЗХ               | 16 | Франсіско Са        |     |     |
| ПЗ               | 20 | Енріке Вольфф       |     | 46' |
| ПЗ               | 11 | Рене Гаусман        |     | 46' |
| ПЗ               | 17 | Карлос Скео         |     |     |
| НП               | 18 | Роберто Тельч       |     |     |
| НП               | 2  | Рубен Аяла          |     |     |
| НП               | 4  | Агустін Бальбуена   |     |     |
| НП               | 22 | Ектор Ясальде       |     |     |
| Заміни:          |    |                     |     |     |
| ЗХ               | 9  | Рубен Гларія        |     | 46' |
| НП               | 13 | Маріо Кемпес        |     | 46' |
| Головний тренер: |    |                     |     |     |
| Владислао Кап    |    |                     |     |     |

| Асистенти арбітра: Курт Ченшер (ФРН) Павло Казаков (СРСР) |

### Бразилія — НДР
Долю матчу визначив єдиний гол, який діючі на той час чемпіони світу забили по завершенні години гри. Бразилія забила зі штрафного удару у виконанні Рівеліно, повторивши тактичну заготовку, яка спрацювала для них і на минулій світовій першості, — Жаїрзіньйо став у стінку з гравців команди суперників, удар було спрямовано у нього, тож, коли він пригнувся, м'яч пройшов над ним скрізь стінку у незахищений воротарем кут воріт.
| 26 червня 1974 19:30 CET |

| Бразилія     | 1–0      | НДР |
| ------------ | -------- | --- |
| Рівеліно 60' | Протокол |     |

| Нідерсаксенштадіон, Ганновер Глядачів: 59,863 Арбітр: Клайв Томас (Уельс) |

| Бразилія | НДР |

|                  |    |                  |     |
|                  |    |                  |     |
| ВР               | 1  | Леао             |     |
| ЗХ               | 2  | Луїс Перейра     |     |
| ЗХ               | 3  | Маріньйо Перес   |     |
| ЗХ               | 4  | Зе Марія         |     |
| ЗХ               | 6  | Маріньйо Шагас   |     |
| ПЗ               | 10 | Роберто Рівеліно |     |
| ПЗ               | 11 | Кажу             |     |
| ПЗ               | 17 | Карпеджані       | 28' |
| ПЗ               | 7  | Жаїрзіньйо       | 27' |
| НП               | 13 | Валдоміро        |     |
| НП               | 21 | Дірсеу           | 75' |
| Головний тренер: |    |                  |     |
| Маріо Загалло    |    |                  |     |

|                  |    |                  |     |     |
|                  |    |                  |     |     |
| ВР               | 1  | Юрген Крой       |     |     |
| ЗХ               | 3  | Бернд Бранш (к)  |     |     |
| ЗХ               | 4  | Конрад Вайзе     |     |     |
| ЗХ               | 12 | Зігмар Вецліх    |     |     |
| ЗХ               | 18 | Герд Кіше        |     |     |
| ПЗ               | 2  | Лотар Курбювайт  |     |     |
| ПЗ               | 13 | Райнгард Лаук    |     | 64' |
| ПЗ               | 17 | Еріх Гаманн      | 11' | 46' |
| НП               | 11 | Йоахім Штрайх    | 84' |     |
| НП               | 14 | Юрген Шпарвассер |     |     |
| НП               | 20 | Мартін Гоффманн  |     |     |
| Заміни:          |    |                  |     |     |
| ПЗ               | 16 | Гаральд Ірмшер   |     | 46' |
| НП               | 8  | Вольфрам Леве    |     | 64' |
| Головний тренер: |    |                  |     |     |
| Георг Бушнер     |    |                  |     |     |

| Асистенти арбітра: Доган Бабаджан (Туреччина) Тоні Бошкович (Австралія) |

### Аргентина — Бразилія
Дві найсильніші південноамериканські команди видали досить посередню гру, яку утім було скрашено красивими голами. Рахунок на 32-ій хвилині ударом низом з 20 метрів відкрив бразилець Рівеліно, проте вже за декілька хвилин аргентинці рахунок зрівняли завдяки технічному обвідному удару зі штрафного у виконанні Мігеля Бріндісі. Вирішальний гол гри на початку другого тайму забив Жаїрзіньйо, замкнувши головою навіс від Зе Марії.
| 30 червня 1974 16:00 CET |

| Аргентина    | 1–2      | Бразилія                    |
| ------------ | -------- | --------------------------- |
| Бріндісі 35' | Протокол | Рівеліно 32' Жаїрзіньйо 49' |

| Нідерсаксенштадіон, Ганновер Глядачів: 39,400 Арбітр: Віталь Лоро (Бельгія) |

| Аргентина | Бразилія |

| ВР               | 1  | Даніель Карневалі          |     |     |
| ЗХ               | 5  | Анхель Бархас              |     |     |
| ЗХ               | 9  | Рубен Гларія               |     |     |
| ЗХ               | 10 | Рамон Ередія               |     |     |
| ЗХ               | 16 | Франсіско Са               |     | 46' |
| ПЗ               | 3  | Карлос Бабінгтон           |     |     |
| ПЗ               | 6  | Мігель Анхель Бріндісі (к) |     |     |
| ПЗ               | 17 | Карлос Скео                |     |     |
| НП               | 2  | Рубен Аяла                 |     |     |
| НП               | 4  | Агустін Бальбуена          |     |     |
| НП               | 13 | Маріо Кемпес               |     | 46' |
| Заміни:          |    |                            |     |     |
| ЗХ               | 7  | Хорхе Карраскоса           |     | 46' |
| ПЗ               | 11 | Рене Гаусман               | 72' | 46' |
| Головний тренер: |    |                            |     |     |
| Владислао Кап    |    |                            |     |     |

|                  |    |                  |  |
|                  |    |                  |  |
| ВР               | 1  | Леао             |  |
| ЗХ               | 2  | Луїс Перейра     |  |
| ЗХ               | 3  | Маріньйо Перес   |  |
| ЗХ               | 4  | Зе Марія         |  |
| ЗХ               | 6  | Маріньйо Шагас   |  |
| ПЗ               | 10 | Роберто Рівеліно |  |
| ПЗ               | 11 | Кажу             |  |
| ПЗ               | 17 | Карпеджані       |  |
| НП               | 7  | Жаїрзіньйо       |  |
| НП               | 13 | Валдоміро        |  |
| НП               | 21 | Дірсеу           |  |
| Головний тренер: |    |                  |  |
| Маріо Загалло    |    |                  |  |

| Асистенти арбітра: Юссу Н'Діає (Сенегал) Джек Тейлор (Англія) |

### НДР — Нідерланди
Вже на сьомій хвилині гри потужний удар від Йогана Нескенса не залишив шансів східнонімецькому воротареві Юргену Крою. Отримавши вже у дебюті гри лідерство у рахунку, нідерландці зробили ставку на контроль м'яча, подовгу його розігруючи і не дозволяючи суперникам бодай почати організацію власних атак. Комфортною перевагу своєї команди на 59-ій хвилині зробив Роб Ренсенбрінк, після чого Нідерланди без проблем довели гру до заслуженої перемоги.
| 30 червня 1974 16:00 CET |

| НДР | 0–2      | Нідерланди                 |
| --- | -------- | -------------------------- |
|     | Протокол | Нескенс 7' Ренсенбрінк 59' |

| Паркштадіон, Гельзенкірхен Глядачів: 68,348 Арбітр: Рудольф Шойрер (Швейцарія) |

| НДР | Нідерланди |

| ВР               | 1  | Юрген Крой        |  |     |
| ЗХ               | 2  | Лотар Курбювайт   |  |     |
| ЗХ               | 3  | Бернд Бранш (к)   |  |     |
| ЗХ               | 4  | Конрад Вайзе      |  |     |
| ЗХ               | 18 | Герд Кіше         |  |     |
| ПЗ               | 6  | Рюдігер Шнупгазе  |  |     |
| ПЗ               | 7  | Юрген Поммеренке  |  |     |
| ПЗ               | 13 | Райнгард Лаук     |  | 64' |
| НП               | 8  | Вольфрам Леве     |  | 54' |
| НП               | 14 | Юрген Шпарвассер  |  |     |
| НП               | 20 | Мартін Гоффманн   |  |     |
| Заміни:          |    |                   |  |     |
| НП               | 9  | Петер Дукке       |  | 54' |
| НП               | 10 | Ганс-Юрген Крайше |  | 64' |
| Головний тренер: |    |                   |  |     |
| Георг Бушнер     |    |                   |  |     |

| ВР               | 8  | Ян Йонгблуд     |
| ЗХ               | 6  | Вім Янсен       |
| ЗХ               | 12 | Руд Крол        |
| ЗХ               | 17 | Вім Рейсберген  |
| ЗХ               | 20 | Вім Сюрбір      |
| ПЗ               | 2  | Арі Ган         |
| ПЗ               | 3  | Вім ван Ганегем |
| ПЗ               | 13 | Йоган Нескенс   |
| НП               | 14 | Йоган Кройф (к) |
| НП               | 15 | Роб Ренсенбрінк |
| НП               | 16 | Джонні Реп      |
| Головний тренер: |    |                 |
| Рінус Міхелс     |    |                 |

| Асистенти арбітра: Еріх Лінемайр (Австрія) Омар Дельгадо Гомес (Колумбія) |

### Аргентина — НДР
Гра не мала турнірного значення для обох команд, що, програвши обидва попередні матчі в групі, втратили шанси на вихід до плей-оф. Через це тренерський штаб збірної Аргентини дав можливість вийти у стартовому складі низці резервних гравців, зокрема за команду дебютував голкіпер Убальдо Фільйоль, що за чотири роки стане одним із важливих співавторів тріумфу аргентинців на домашній світовій першості. На десятій хвилині матч переривався на хвилину мовчання на знак пам'яті Президента Аргентини Хуана Домінго Перона, що помер двома днями раніше.
Рахунок гри відкрили східнонімецькі футболісти, коли на 14-ій хвилині Конрад Вайзе прорвався правим флангом і здійснив навіс, який ударом головою замкнув Йоахім Штрайх. Рахунок вже за 6 хвилин зрівняв Рене Гаусман після того, як 19-річний Маріо Кемпес обіграв двох опонентів. Більше голів у грі забито не було, і обидві команди фінішували з одним заліковим балом у трьох іграх другого групового етапу, проте рівень гри, продемонстрований аргентинськими молодими гравцями, дав уболівальникам підстави сподіватися на суттєвий прогрес команди, яким судилося справдитися вже за чотири роки на домашніх полях чемпіонату світу 1978 року.
| 3 липня 1974 19:30 CET |

| Аргентина   | 1–1      | НДР        |
| ----------- | -------- | ---------- |
| Гаусман 20' | Протокол | Штрайх 14' |

| Паркштадіон, Гельзенкірхен Глядачів: 54,254 Арбітр: Джек Тейлор (Англія) |

| Аргентина | НДР |

|                  |    |                        |     |
|                  |    |                        |     |
| ВР               | 12 | Убальдо Фільйоль       |     |
| ЗХ               | 5  | Анхель Бархас          | 68' |
| ЗХ               | 7  | Хорхе Карраскоса       |     |
| ЗХ               | 10 | Рамон Ередія           |     |
| ЗХ               | 20 | Енріке Вольфф (к)      |     |
| ПЗ               | 6  | Мігель Анхель Бріндісі |     |
| ПЗ               | 11 | Рене Гаусман           |     |
| ПЗ               | 18 | Роберто Тельч          |     |
| НП               | 2  | Рубен Аяла             |     |
| НП               | 3  | Карлос Бабінгтон       |     |
| НП               | 13 | Маріо Кемпес           |     |
| Головний тренер: |    |                        |     |
| Владислао Кап    |    |                        |     |

|                  |    |                  |     |     |
|                  |    |                  |     |     |
| ВР               | 1  | Юрген Крой       |     |     |
| ЗХ               | 2  | Лотар Курбювайт  |     |     |
| ЗХ               | 3  | Бернд Бранш (к)  |     |     |
| ЗХ               | 4  | Конрад Вайзе     |     |     |
| ЗХ               | 18 | Герд Кіше        |     |     |
| ПЗ               | 6  | Рюдігер Шнупгазе |     |     |
| ПЗ               | 7  | Юрген Поммеренке |     |     |
| ПЗ               | 8  | Вольфрам Леве    |     | 65' |
| ПЗ               | 11 | Йоахім Штрайх    |     | 80' |
| НП               | 14 | Юрген Шпарвассер | 23' |     |
| НП               | 20 | Мартін Гоффманн  |     |     |
| Заміни:          |    |                  |     |     |
| НП               | 15 | Ебергард Фогель  |     | 65' |
| НП               | 9  | Петер Дукке      |     | 80' |
| Головний тренер: |    |                  |     |     |
| Георг Бушнер     |    |                  |     |     |

| Асистенти арбітра: Махмуд Мустафа Камель (Єгипет) Клайв Томас (Уельс) |

### Нідерланди — Бразилія
Враховуючи перемоги у перших двох турах другого групового етапу, а також формат змагання, матч фактично був півфінальним, адже його переможець ставав переможцем групи і виходив до фіналу чемпіонату. Як і паралельна гра за участю аргентинців, на десятій хвилині цей матч переривався на хвилину мовчання на знак пам'яті Президента Аргентини Хуана Домінго Перона, що помер двома днями раніше.
Останні ігри нідерландців на турнірі робили саме їх фаворитами у протистоянні хоча б і з діючими на той час чемпіонами світу, особливо з огляду на кадрові проблеми бразильців, що не змогли привезти до Німеччини свій найсильніший склад. Попри це у дебюті матчу саме південноамериканська команда виглядала гостріше, особливо небезпечними були проходи Маріньйо Шагаса по лівому флангу. Перші гольові шанси виникли саме у неї. Спочатку удар Кажу пройшов повз дальню штангу воріт Нідерландів, а згодом свій шанс змарнував Жаїрзіньйо, однак згодом лише майстерність їх воротаря Леао завадила відзначитися Кройфу.
Розв'язка гри відбулася у першій половині її другої половини. Спочатку за п'ять хвилин після відновлення гри відзначився Йоган Нескенс, що перекинув Леао, обігравшись із Кройфом після швидкого розіграшу штрафного удару. А за 15 хвилин вже сам Кройф подвоїв перевагу, реалізувавши передачу від Крола. У час, що залишався, бразильці кинулися відігруватися, проте їх технічні проходи раз-по-раз переривалися грубою грою нідерландських футболістів, серед яких видзначався автор першого м'яча зустрічі Нескенс. За шість хвилин до завершення гри чергові грубощі від нідерландця спровокували Луїса Перейру, який вже мав попередження, піти у демонстративний підкат ззаду і заробити вилучення з поля. Після цього долю путівку до фіналу турніру було фактично вирішено.
| 3 липня 1974 19:30 CET |

| Нідерланди            | 2–0      | Бразилія |
| --------------------- | -------- | -------- |
| Нескенс 50' Кройф 65' | Протокол |          |

| Зігналь Ідуна Парк, Дортмунд Глядачів: 53,700 Арбітр: Курт Ченшер (ФРН) |

| Нідерланди | Бразилія |

| ВР               | 8  | Ян Йонгблуд     |     |     |
| ЗХ               | 6  | Вім Янсен       |     |     |
| ЗХ               | 12 | Руд Крол        |     |     |
| ЗХ               | 17 | Вім Рейсберген  |     |     |
| ЗХ               | 20 | Вім Сюрбір      | 29' |     |
| ПЗ               | 2  | Арі Ган         |     |     |
| ПЗ               | 3  | Вім ван Ганегем |     |     |
| ПЗ               | 13 | Йоган Нескенс   |     | 85' |
| НП               | 14 | Йоган Кройф (к) |     |     |
| НП               | 15 | Роб Ренсенбрінк |     | 67' |
| НП               | 16 | Джонні Реп      | 69' |     |
| Заміни:          |    |                 |     |     |
| ПЗ               | 7  | Тео де Йонг     |     | 67' |
| ЗХ               | 5  | Рінус Ісраел    |     | 85' |
| Головний тренер: |    |                 |     |     |
| Рінус Міхелс     |    |                 |     |     |

|                  |    |                  |          |     |
|                  |    |                  |          |     |
| ВР               | 1  | Леао             |          |     |
| ЗХ               | 2  | Луїс Перейра     | 29', 84' |     |
| ЗХ               | 3  | Маріньйо Перес   | 44'      |     |
| ЗХ               | 4  | Зе Марія         | 37'      |     |
| ЗХ               | 6  | Маріньйо Шагас   |          |     |
| ПЗ               | 10 | Роберто Рівеліно |          |     |
| ПЗ               | 11 | Кажу             |          | 61' |
| ПЗ               | 17 | Карпеджані       |          |     |
| ПЗ               | 7  | Жаїрзіньйо       |          |     |
| ПЗ               | 13 | Валдоміро        |          |     |
| НП               | 21 | Дірсеу           |          |     |
| Заміни:          |    |                  |          |     |
| НП               | 19 | Мірандінья       |          | 61' |
| Головний тренер: |    |                  |          |     |
| Маріо Загалло    |    |                  |          |     |

| Асистенти арбітра: Боббі Девідсон (Шотландія) Говіндасамі Суппія (Сінгапур) |